# Новоалейська сільська рада
Новоале́йська сільська рада (рос. Новоалейский сельский совет) — сільське поселення у складі Третьяковського району Алтайського краю Росії.
Адміністративний центр — село Новоалейське.

## Населення
Населення — 668 осіб (2019; 820 в 2010, 1160 у 2002).

## Склад
До складу сільської ради входять:
| Населений пункт    | Населення, осіб (2002) | Населення, осіб (2010) |
| ------------------ | ---------------------- | ---------------------- |
| Боровлянка, селище | 80                     | 58                     |
| Верх-Алейка, село  | 351                    | 241                    |
| Новоалейське, село | 729                    | 521                    |